# Невилл, Ральф, барон Невилл
Ральф Невилл (англ. Ralph Neville; ум. 1498) — английский аристократ и военачальник, барон Невилл с 1484, сын и наследник Ральфа Невилла, 3-го графа Уэстморленда, от брака с Изабеллой Бут.

## Происхождение
Ральф происходил из старшей ветви аристократического английского рода Невиллов, который был вторым по значимости родом в Северно-Восточной Англии после рода Перси.
В начале XV века род разделился на 2 ветви потомков Ральфа Невилла, 1-го графа Уэстморленда, от двух браков: старшую, потомков Джона Невилла, старшего сына от первого брака с Маргарет Стаффорд, и младшую, детей от второго брака с Джоан Бофорт, легитимизированной дочери Джона Гонта, герцога Ланкастера и Екатерины Суинфорд. В результате действий 1-го графа Уэстморленда, которые названы историком Чарльзом Россом «амбициозным семейным мошенничеством», потомки его старшего сына от первого брака были лишены большей части законного наследства, что привело к ожесточённым спорам о наследстве Невиллов, которые переросли в феодальную войну. Старший из сыновей Ральф Невилл, и получил в 1425 году титул 2-го графа Уэстморленда, однако его попытки вернуть наследство деда у потомков Джоан Бофорт, самым могущественным из которых был Ричард Невилл, 5-й граф Солсбери, были безуспешны. Только в 1443 году было достигнуто формальное урегулирование земельного спора. Хотя граф Уэстморленд и смог получить родовой замок Рэби в Дареме, однако остальные владения так и остались у графа Солсбери. В итоге представители старшей ветви Невиллов продолжали обижаться на своих кузенов. В результате конфликт окончательно так и не угас; он привёл к тому, что во время политических событий 1450-х годов, которые привели к войне Алой и Белой розы, представители двух ветвей Невиллов оказались в разных лагерях: потомки Маргарет Стаффорд поддерживали Ланкастеров, а потомки Джоан Бофорт (граф Солсбери и его сыновья) — Йорков.
Отцом Ральфа Невилла был Ральф Невилл, племянник Ральфа Невилла, 2-го графа Уэстморленда и сын погибшего в битве при Таутоне Джона Невилла, 1-го барона Невилла. Владения и титул его отца были конфискованы, но в 1472 году возвращены королём Эдуардом IV. Поскольку двое детей его дяди, графа Уэстморленда, умерли в детском возрасте, то его наследником стал племянник.
Мать Ральфа, Изабелла, происходила из рода Бутов. Её отец, сэр Роберт Бут, был землевладельцем в Северо-Западной Англии, его основным владением был Данхэм Месси в Чешире. Брак родителей Ральфа  между 1471 и 1473 годами устроил брат отца Изабеллы — Лоуренс Бут, который в это время был князем-епископом Дарема, а позже стал архиепископом Йоркским.

## Биография
Ральф родился в 1470-е годы. Впервые он упомянут между июлем 1477 и январём 1479 года, когда брат его деда, Ральф Невилл, 2-й граф Уэстморленд, наделил малолетнего Ральфа и группу ленников несколькими поместьями на юго-востоке Дарема, включая Рэби, однако большинство ленников, за исключением трёх родственников Изабеллы Бут и Уильяма Клэкстона, были людьми герцога Глостера (будущего короля Ричарда III). Не менее 6 ленников на пасху 1477 года от имени своего сюзерена получили официальный отказ лорда Невилла на родовые поместья в Йоркшире. Впоследствии Ричард неоднократно использовал Рэби в качестве одной из своих резиденций. Уже став королём, он в 1484 году выделил из доходов от Рэби 66 фунтов для поддержки недавно созданного Северного совета.
В 1484 году умер граф Уэстморленд, после чего отец Ральфа унаследовал этот титул. После гибели короля Ричарда III в битве при Босворте граф Уэстморленд признал нового короля, Генриха VII, получив от того 400 фентов и 400 марок. Кроме того, граф Уэстморленд 5 декабря 1485 года передал королю опеку над своим наследником, Ральфом, а также одобрил его брак.
Ральф, которого в качестве титула учтивости называли лордом Невиллом, в 1492 году участвовал в королевском походе в Пикардию. Между 23 июня 1495 года и 2 сентября 1496 года Ральф был комиссаром, занятым рассмотрением брака принцессы Маргариты с королём Шотландии Яковом IV. Во время вторжения в Шотландию в июле 1497 года он был одним из военачальников под командованием графа Суррея, а после заключения 30 сентября перемирия был назначен Хранителем мира.
Ральф умер в 1498 году. По слухам, его отец был настолько опечален смертью единственного сына, что это привело его к смерти в феврале 1499 года, после чего наследником титулов и владений стал Ральф Невилл, малолетний сын Ральфа от второго брака.
Вторая жена Ральфа, Элис Сандис, после его смерти вышла замуж вторично за Томаса Дарси, 1-го барона Дарси. Она умерла 22 августа 1529 года.

## Брак и дети
1-я жена: Мэри Пастон (19 января 1470 — ок. 25 декабря 1489), дочь сэра Уильяма Пастона и Анны Бофорт. Детей от этого брака не было.
2-я жена: Элис Сандис (ум. 22 августа 1529), дочь сэра Уильяма Сандиса и Маргарет Чейни. Дети:
- сын (умер в младенчестве до 1498);
- Ральф Невилл (21 февраля 1498 — 24 апреля 1549), 4-й граф Уэстморленд, 7-й барон Невилл из Рэби и 3-й барон Невилл с 1499[15][16].